# Автошлях E982
Європейський маршрут 982 (коротко: E 982) — відносно короткий європейський маршрут, який з’єднує важливе турецьке портове місто Мерсін з європейською мережею маршрутів.

## Маршрут
E982 починається в Мерсіні, а звідти йде на схід по автостраді O-51 до Тарса. На розв'язці автостради Тарсус-Схід (O-21 / O-51) E982 з'єднується з європейським маршрутом 90.